# Довгулевець Павло Олександрович
Павло Олександрович Довгулевець (біл. Павел Аляксандравич Давгулевец; нар. 26 грудня 1977, Мінськ, Білоруська РСР) — білоруський футболіст та футбольний функціонери, виступав на позиції захисника.

## Життєпис
Вихованець мінської ДЮСШ-5. Футбольну кар'єру розпочав у 1995 році в складі МКЦП-2 (Мозир). У 1997 році перейшов до столичного «Динамо», в якому виступав до 1999 року. У 2000 році був переведений у «Динамо-2» й того ж року перейшов до клубу «Даріда» з Мінського району, кольори якої захищав до 2005 року. Напередодні початку сезону 2005/06 років підсилив вищоліговий український клуб «Кривбас». Дебютував у футболці криворіжців 12 липня 2005 року в нічийному (1:1) виїзному поєдинку 1-о туру Вищої ліги проти ФК «Харкова». Павло вийшов на поле в стартовому складі та відіграв увесь матч. Усього за «Кривбас» у Вищій лізі зіграв 9 матчів (окрім цього, 5 матчів провів у першості дублерів), ще 3 поєдинки зіграв у кубку України.
У 2006 році повернувся на батьківщину, де підписав контракт з «Динамо» (Берестя). У 2007 році підсилив склад «Торпедо» (Жодіно). Завершив кар'єру гравця в 2009 році виступами за команду «Городея».
З 2011 року займає посаду адміністратора в ФК «Мінськ».

## Досягнення
«Динамо» (Мінськ)
- Білоруська футбольна вища ліга
  -  Чемпіон (1): 1997

«Динамо» (Берестя)
- Кубок Білорусі
  -  Володар (1): 2006-07